# Муса Іса
Муса Іса (англ. Musa Isah) (нар. 26 серпня 2000) — бахрейнський легкоатлет нігерійського походження, спринтер, чемпіон Азії в змішаній естафеті 4×400 метрів (2019).
На чемпіонаті світу-2019 спортсмен здобув бронзову нагороду в змішаній естафеті 4×400 метрів.